# ختيريات
الختيريات (الاسم العلمي: Cortinariaceae)، فصيلة فطريات كبيرة من الفطور الخيشومية ورتبة الغاريقونيات الموجودة في جميع أنحاء العالم، وتحتوي على أكثر من 2100 نوع. 